# Saison 1901-1902 des Sénateurs d'Ottawa
Autres saisons
Saison précédente Saison suivante
La saison 1901-1902 de hockey sur glace est la dix-septième à laquelle participent le Club de hockey d'Ottawa.

## Classement
| Clt   | Équipe                  | PJ | V | D | N | BP | BC | Pts |
| ----- | ----------------------- | -- | - | - | - | -- | -- | --- |
| +001, | AAA de Montréal         | 8  | 6 | 2 | 0 | 39 | 15 | -   |
| +002, | Club de hockey d'Ottawa | 8  | 5 | 3 | 0 | 35 | 15 | -   |
| +003, | Victorias de Montréal   | 8  | 4 | 4 | 0 | 36 | 25 | -   |
| +004, | Hockey Club de Québec   | 8  | 4 | 4 | 0 | 26 | 34 | -   |
| +005, | Shamrocks de Montréal   | 8  | 1 | 7 | 0 | 15 | 62 | -   |

- Champion de la LCHA

## Meilleurs marqueurs
| Joueur          | PJ | B  |
| --------------- | -- | -- |
| Harry Westwick  | 8  | 11 |
| Bruce Stuart    | 8  | 9  |
| Herbert Henry   | 8  | 6  |
| William Duval   | 5  | 2  |
| Charlie Spittal | 5  | 2  |

## Matchs après matchs
| No | Date        | Visiteurs | Résultat | Domicile  | Fiche |
| -- | ----------- | --------- | -------- | --------- | ----- |
| 1  | 5 janvier   | Victorias | 4-5      | Ottawa    | 1-0-0 |
| 2  | 11 janvier  | Ottawa    | 1-2      | Shamrocks | 1-1-0 |
| 3  | 18 janvier  | AAA       | 4-2      | Ottawa    | 1-2-0 |
| 4  | 25 janvier  | Ottawa    | 1-2      | Québec    | 1-3-0 |
| 5  | 1er février | Shamrocks | 0-12     | Ottawa    | 2-3-0 |
| 6  | 8 février   | Ottawa    | 3-2      | Victorias | 3-3-0 |
| 7  | 15 février  | Québec    | 0-8      | Ottawa    | 4-3-0 |
| 8  | 22 février  | Ottawa    | 3-1      | AAA       | 5-3-0 |

## Effectif
- Gardien de buts : John Hutton
- Joueurs : William Duval, Dave Gilmour, Harold Henry, Art Moore, Harvey Pulford, Charlie Spittal, Bruce Stuart, C. Watts et Harry Westwick